# أفضل هداف دولي في العالم 2000
أحرز اللاعب البرازيلي المخضرم ريفالدو لقب هداف العالم لعام 2000 برصيد 21 هدفا بحسب ما أعلن الاتحاد الدولي لتاريخ وإحصائيات كرة القدم.
وسجل ريفالدو 8 أهداف مع المنتخب بالإضافة إلى 21 أهداف مع برشلونة في منافسات دوري أبطال أوروبا،وجاءت القائمة لابراز الهدافين خلال العام، كما هو موضح في الجدول التالي .
| التصنيف | لاعب                 | البلد    | الإجمالي | اهدافه في المنتخب | اهدافه في الاندية | النادي                  |
| ------- | -------------------- | -------- | -------- | ----------------- | ----------------- | ----------------------- |
| 1       | ريفالدو              | البرازيل | 21       | 8                 | 13                | برشلونة                 |
| 2       | روماريو              | البرازيل | 21       | 7                 | 14                | فاسكو دا غاما           |
| 3       | علي دائي             | إيران    | 20       | 18                | 2                 | هرتا برلين              |
| 4       | باتريك كلايفرت       | هولندا   | 18       | 12                | 8                 | برشلونة                 |
| 5       | بشار عبد الله        | الكويت   | 17       | 17                | 0                 | السالمية                |
| 6       | لويز جولارت          | البرازيل | 16       | 0                 | 16                | كورينثيانز              |
| 7       | كارلوس بافون         | هندوراس  | 14       | 14                | 0                 | موناركاس موريليا        |
| 8       | كواوتيموك بلانكو     | المكسيك  | 14       | 5                 | 9                 | نادي أمريكا، بلد الوليد |
| 9       | راؤول                | إسبانيا  | 14       | 3                 | 11                | ريال مدريد              |
| 10      | ماريو جاردل          | البرازيل | 14       | 1                 | 13                | بورتو، غلطة سراي        |
| 11      | كاسيو غويلهيرم ألفيس | البرازيل | 14       | 0                 | 14                | أتليتيكو مينيرو         |

## مواضيع ذات صلة
- أفضل هدّاف العالم
- كرة قدم
- رياضة

## وصلات خارجية
- الموقع الرسمــي